# Kallima paralekta
Kallima paralekta (Horsfield, 1829) é uma espécie de inseto da ordem Lepidoptera; uma borboleta da família Nymphalidae e subfamília Nymphalinae com subespécies que se distribuem pela região oeste das grandes Ilhas da Sonda (em Java: Kallima paralekta ssp. paralekta; e Sumatra: Kallima paralekta ssp. trebonia Fruhstorfer, 1909). Ao contrário do que ocorre com Kallima inachus, outra espécie do seu gênero, macho e fêmea são diferentes, com fêmeas sem apresentar asas de um azulado metálico, com uma faixa contínua, de amarelo-escura a laranja; mas com áreas enegrecidas no ápice das asas anteriores e com duas pontuações brancas, assim como nos machos, vistas por cima; com padronagem de folha em vista inferior. A variabilidade desta espécie em seu padrão foliar está bem demonstrada, sendo muito difícil encontrar dois lados inferiores exatamente iguais em espécimes diferentes; mas esta variação não é infinita, revelando oito ou dez formas básicas de padronagem; no entanto a semelhança desta "borboleta-folha" com uma folha seca é extremamente realista e lhes dá sua denominação vernácula, em inglês: Indian Leaf (na tradução para o português, "folha-indiana", embora não seja da Índia). Em uma passagem memorável de sua obra The Malay Archipelago, Alfred Russel Wallace detalhou sua dificuldade ao perseguir Kallima paralekta, que pregou peças com seus olhos por tal camuflagem. Suas lagartas se alimentam de plantas dos gêneros Pseuderanthemum e Strobilanthes (família Acanthaceae).

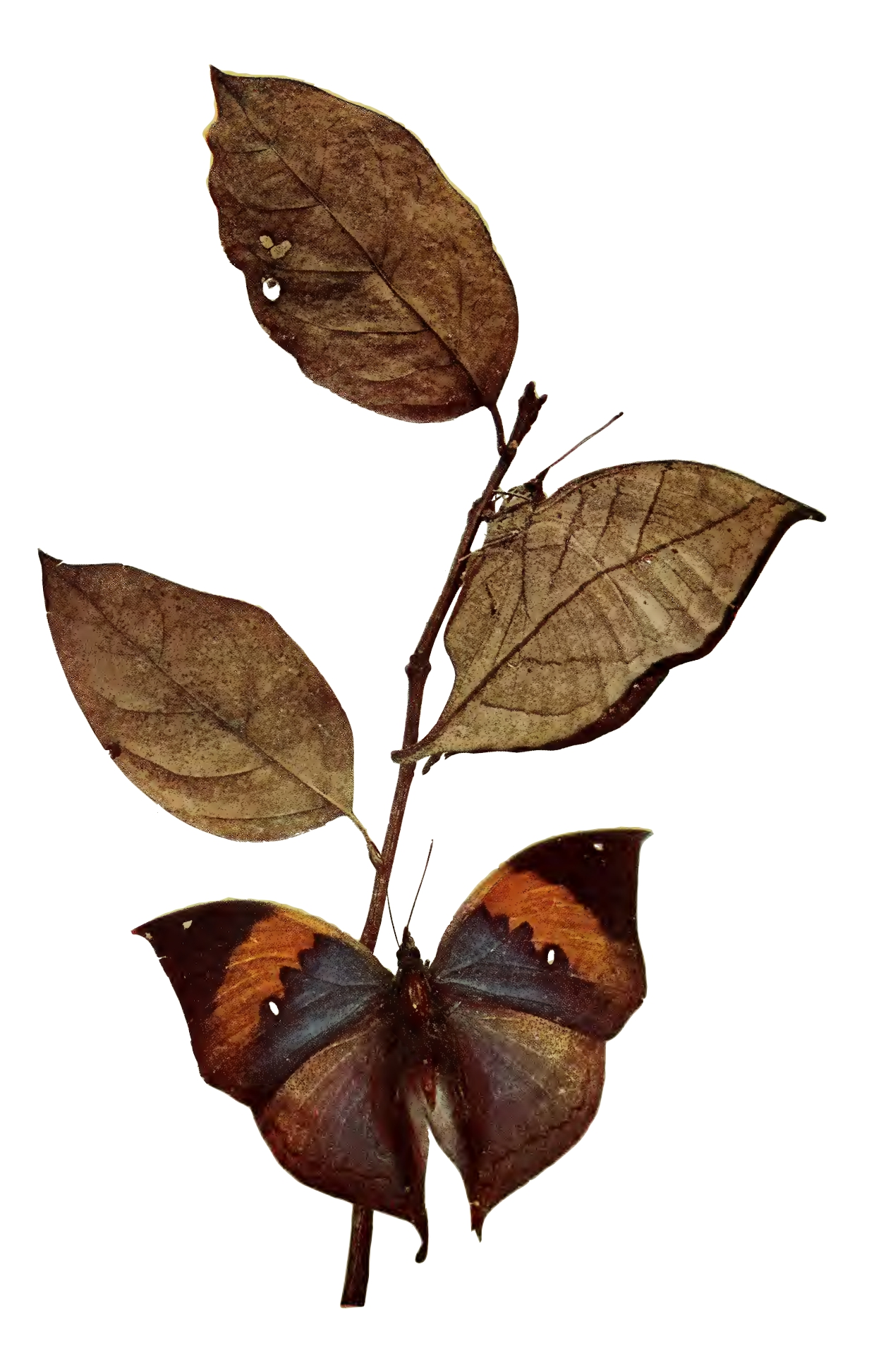
Ilustração com duas borboletas K. paralekta; retirada de Higley (1902); Birds and Nature, Vol. 13.
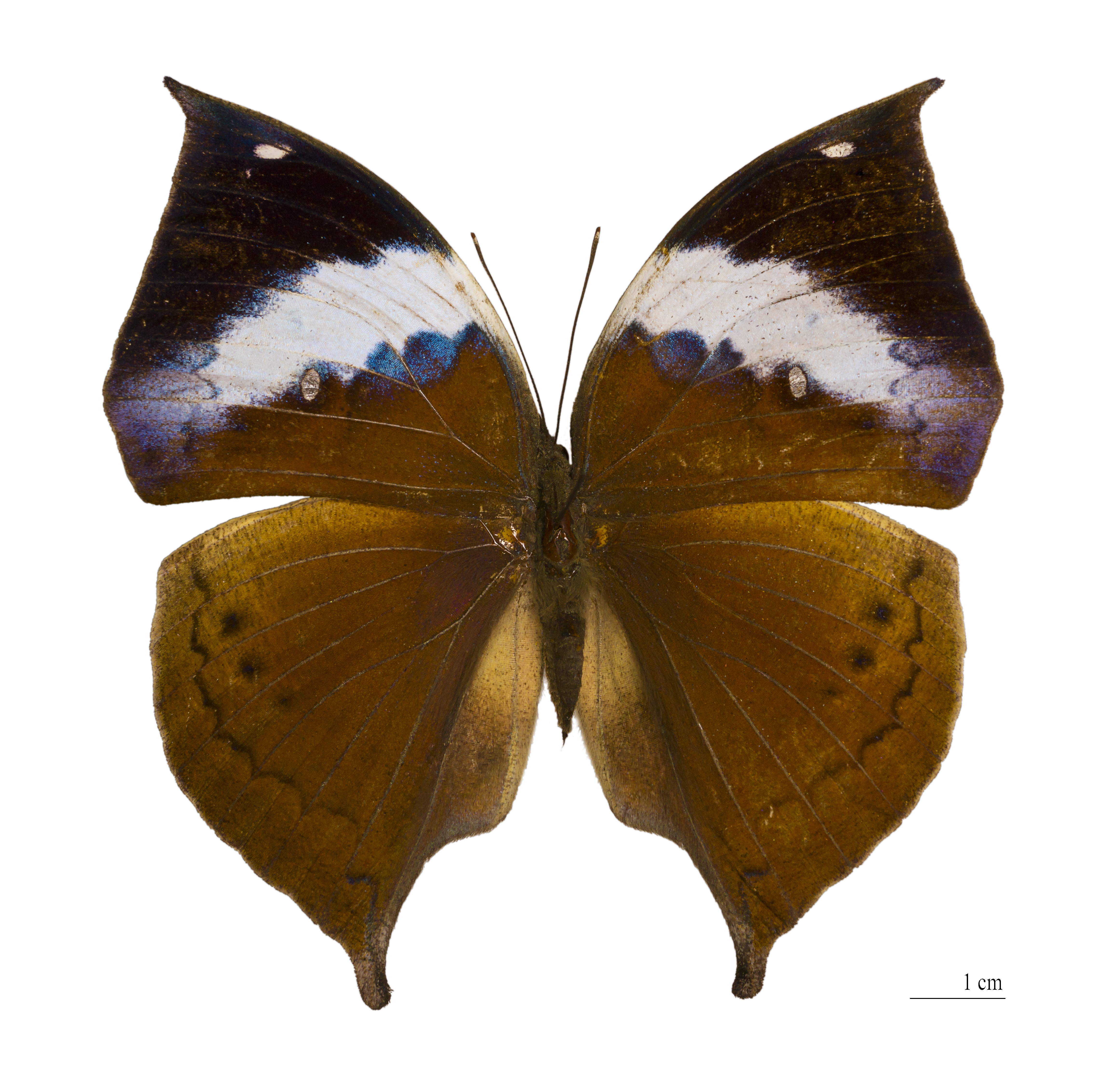
K. paralekta fêmea, vista superior.
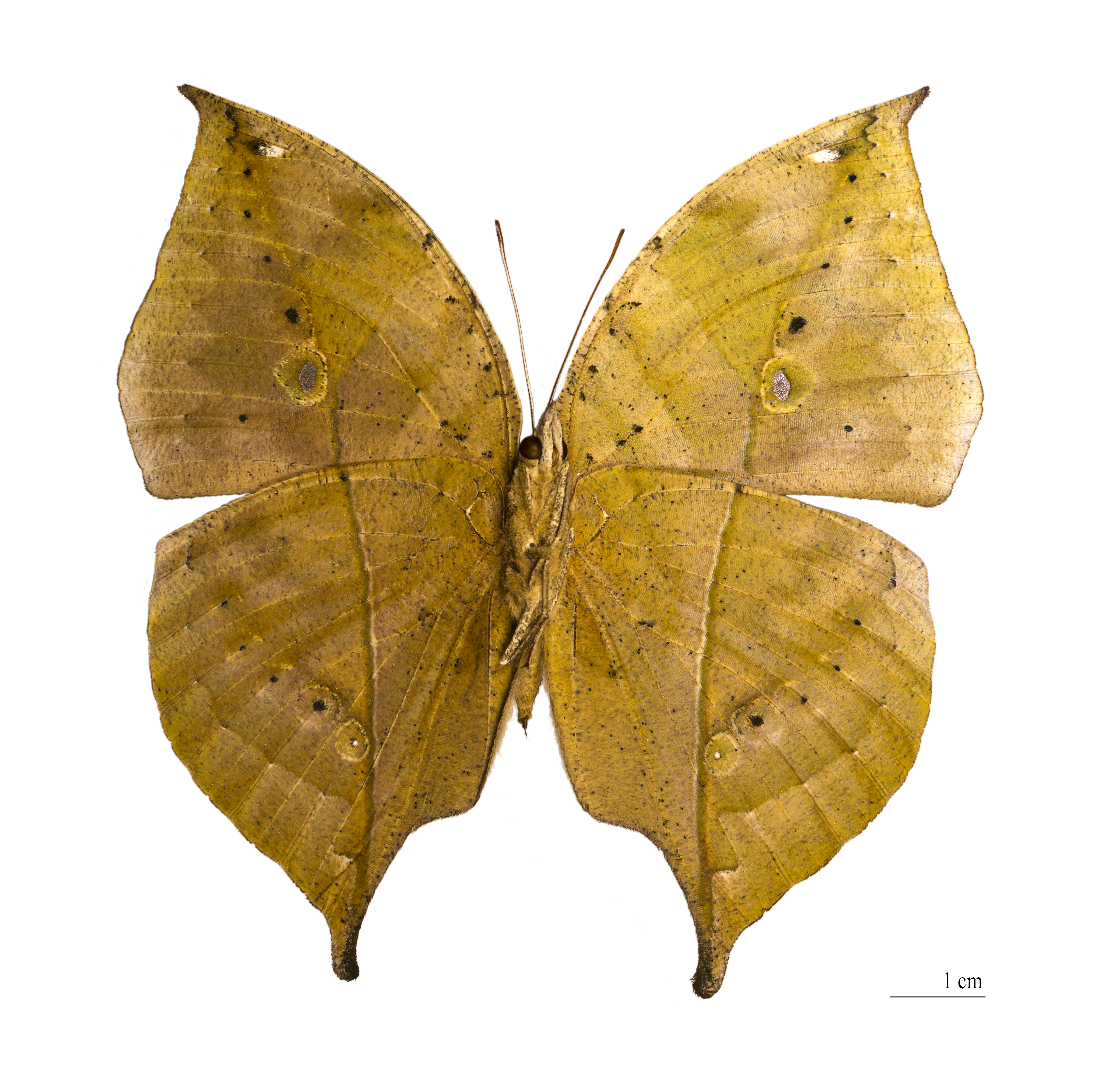
K. paralekta fêmea, vista inferior.